# Тана Киркос
Тана Киркос (енгл. Tana Qirqos) је острво у источном делу језера Тана у Етиопији. Налази се у близини ушћа реке Гумара. Сматра се светим острвом. На острву су живели етиопски цареви.
Монаси верују да се на острву некад налазио Ковчег Завета. Ковчег је наводно тамо донесен са острва Елефантина, а тамо је био од око 400. п. н. е. до 400., а касније је пренесен у цркву Марије Зион у граду Аксум.